# Christian Pletz
Christian Pletz (* 1976) ist ein deutscher Sportjournalist und Verfasser von Kinderbüchern.

## Leben
Pletz war bereits während seiner Schulzeit Mitarbeiter der Hamburger Fußballzeitschrift Sport Mikrofon, berichtete für das Blatt aus dem Profi- und Amateurgeschehen. Er war zudem für die Luruper Nachrichten als Verfasser von Sport- und Polizeiberichten tätig. Nach dem Abitur durchlief er eine Ausbildung zum Groß- und Außenhandelskaufmann. Er arbeitete als freier Mitarbeiter beim Kicker sowie ab 1999 beim Hamburger Abendblatt, ehe er bei letzterer Zeitung eine Festanstellung bekam. Für das Hamburger Abendblatt berichtete Pletz insbesondere über den Hamburger SV und den FC St. Pauli. Er stieg dort zum stellvertretenden Leiter der Sportredaktion auf. 2005 veröffentlichte Pletz das Kinderbuch Tüt-Tüt, das kleine Nilpferd. 2008 brachte er Flinki, der kleine Inselhüpfer und später die Fortsetzung Flinki und die Piraten heraus.
2009 verließ Pletz das Hamburger Abendblatt, in den Jahren 2010 und 2011 war er bei Red Bull für Kommunikationsaufgaben im Geschäftsfeld Fußball tätig. Zudem setzte Pletz mit seinem eigenen Medienunternehmen Projekte um, unter anderem im Auftrag des Hamburger Abendblatts die Erstellung eines Buchs über den Hamburger SV und eine Werbekampagne für den Verein SV Eidelstedt. Für seine langjährigen ehrenamtlichen Tätigkeiten (Pressesprecher, Trainer, Obmann) beim SV Eidelstedt wurde Pletz im April 2014 mit der silbernen Ehrennadel des Hamburger Fußball-Verbandes ausgezeichnet.
Im November 2014 wurde er Mitarbeiter des Hamburger SV, leitete zunächst den Arbeitsbereich Interne Kommunikation/Publikationen/Dokumentation, im November 2016 trat Pletz beim HSV als Nachfolger von Jörn Wolf die Gesamtleitung des Bereichs Kommunikation und Medien an. 2019 wurde er zudem Mitglied der Kommission „Clubmedien“ der DFL Deutsche Fußball Liga GmbH.